# Most 700-lecia Lublina
Most 700-lecia Lublina – most łukowy na Bystrzycy w Lublinie łączący ul. Muzyczną i Stadionową.
Most łączy południową część lubelskiego Śródmieścia z Trasą Zieloną i okolicami lubelskiego dworca PKP (a także przyszłego dworca metropolitalnego), w którego pobliżu znajdują się m.in. Arena Lublin i park Ludowy. Trasa ta, odciążająca ul. Narutowicza i al. Piłsudskiego, stanowi część obwodnicy śródmiejskiej Lublina. Budowę rozpoczęto w 2015 i ukończono w 2017, zgodnie z planem, przed Mistrzostwami Europy U-21 w Piłce Nożnej 2017.
Jest to most łukowy, jedyny taki w Lublinie. Biegną po nim cztery pasy ruchu, w tym dwa przeznaczone dla autobusów, ponadto po obu stronach jezdni wytyczono drogi rowerowe i chodniki. Nad mostem rozwieszono trakcję trolejbusową. Czerwony kolor stalowych elementów wybrali mieszkańcy Lublina.
Przed ukończeniem budowy mostu rozpoczęto za pośrednictwem lokalnych mediów akcję przesyłania przez organizacje i mieszkańców Lublina propozycji nadania mostu nazwy. Radni Rady Miasta Lublin z klubu PiS proponowali, by most nazwać imieniem Witolda Pileckiego. Fan Club The Beatles w Lublinie - Reaktywacja (PL) zaproponował nazwę mostu imieniem Lubelskiego Rocka, nawiązując do pobliskiej ulicy Muzycznej i znajdującej się przy niej Ogólnokształcącej Szkoły Muzycznej im. K. Lipińskiego oraz tradycji kulturalno-muzycznej Lubelszczyzny. Wśród innych propozycji nazw mostu pojawiły się imienia Niezależnego Zrzeszenia Studentów, Niezależnych Drukarzy, Lubelskich Artystów, Areny Lublin i profesora Andrzeja Nikodemowicza. 
Rada miasta nadała mostowi nazwę w 30 marca 2017 roku. Pojawiły się kontrowersje, że nazwa „most 700-lecia” może być myląca, ponieważ historia miasta jest dłuższa, a w 1317 roku Lublin otrzymał jedynie lokację na prawie magdeburskim.